# Эглён (Альпы Верхнего Прованса)
Эглён (фр. Aiglun, окс. Aiglun) — коммуна во французском департаменте Альпы Верхнего Прованса, региона Прованс — Альпы — Лазурный берег. Относится к кантону Западный Динь-ле-Бен.

## История
Название коммуны происходит от латинского слова aquila («орёл») и галльского слова dunum («высота»), то есть означает «орлиная высота». Название встречается ещё в документе 1195 года в форме Aiglezino, в документе 1319 года оно встречается в форме Aygladuno.

## Состав коммуны
Помимо собственно деревни Эглён, в коммуну входит ещё четыре хутора:
- Les Lavandes
- Pons
- Le Thoron
- La Treille